# Mniadelphus minusculus
Mniadelphus minusculus là một loài Rêu trong họ Hookeriaceae. Loài này được (Müll. Hal.) Paris mô tả khoa học đầu tiên năm 1905.